# Tetrapterys jamesonii
Tetrapterys jamesonii là một loài thực vật có hoa trong họ Malpighiaceae. Loài này được Turcz. miêu tả khoa học đầu tiên năm 1858.